# Cargo militar
Un cargo militar es una posición o responsabilidad específica dentro de la estructura jerárquica de las fuerzas armadas, que implica tareas y funciones determinadas de acuerdo con el nivel y área de especialización del individuo. A diferencia de los rangos, que se refieren a la jerarquía y autoridad dentro de la organización, los cargos están relacionados con las responsabilidades operativas, administrativas y estratégicas que una persona ocupa dentro de la unidad o la institución militar en su conjunto.

## Diferencia entre rango y cargo en las fuerzas armadas
Rango militar: Es la posición jerárquica dentro de la estructura militar. Los rangos indican el nivel de autoridad y responsabilidad de un miembro en la cadena de mando, y determinan el grado de poder sobre otros. Ejemplos de rangos son soldado, sargento, capitán, general, entre otros.
Cargo militar: Es una función específica que un miembro de las fuerzas armadas desempeña, ya sea en la administración, en el campo operativo o en una unidad especializada. Los cargos no están necesariamente ligados al rango, aunque pueden coincidir. Mientras que el rango se refiere a la jerarquía, el cargo está relacionado con la tarea concreta que debe ejecutar el militar, como dirigir una unidad, coordinar operaciones o gestionar recursos. El cargo militar también suele ser designado como una dignidad, empleo u oficio.. 

## Tipos de cargos militares
Los cargos militares pueden clasificarse en varias categorías, dependiendo de la naturaleza de las responsabilidades que impliquen:
- 1. Cargos operativos:

Estos cargos están directamente relacionados con la conducción de unidades en combate o en misiones específicas. Algunas de las posiciones operativas más comunes incluyen:
Comandante de batallón: Responsable de la dirección de un batallón, que es una unidad militar compuesta generalmente por entre 300 y 1,000 soldados.
Comandante de unidad: Encargado de una unidad específica, como una compañía o un escuadrón.
- 2. Cargos administrativos:

Los cargos administrativos son aquellos que se encargan de la gestión de recursos humanos, materiales y financieros dentro de la institución militar. Ejemplos incluyen:
Jefe de recursos humanos: Encargado de la administración del personal, incluyendo su selección, asignación y bienestar.
Oficial de personal: Responsable de los trámites administrativos y la gestión diaria del personal militar.
- 3. Cargos técnicos:

Estos cargos son responsables de áreas especializadas dentro del ámbito militar, como la ingeniería, la medicina o la tecnología. Algunos ejemplos son:
Ingeniero militar: Encargado de las construcciones y las reparaciones de infraestructura, así como de la gestión de equipos técnicos.
Médico militar: Responsable de la atención sanitaria de los soldados en combate y en situaciones de emergencia.
- 4. Cargos estratégicos:

Los cargos estratégicos están relacionados con la planificación de operaciones a gran escala y la formulación de políticas militares. Algunos cargos destacados incluyen:
Jefe de operaciones: Encargado de la planificación y coordinación de las operaciones militares en un nivel superior, a menudo para todo un teatro de operaciones.
- 5. Cargos constitucionales y/o simbólicos:

Estos cargos no se refieren directamente a las funciones operativas, sino que están relacionados con el liderazgo máximo o la autoridad sobre las fuerzas armadas en un nivel más institucional y representativo.. Aunque las responsabilidades pueden variar según el país y el sistema político, incluyen los siguientes cargos:
- Comandante en Jefe:

Es la persona que ejerce el mando supremo y control sobre las fuerzas armadas o una rama militar. Este cargo recae generalmente en el jefe de Estado, el jefe de Gobierno o un funcionario designado por la constitución o la legislación nacional. El Comandante en Jefe no participa directamente en las operaciones diarias, pero tiene autoridad final sobre las decisiones estratégicas, la defensa nacional y el empleo de las fuerzas armadas.
- Comandante Supremo:

Similar al Comandante en Jefe, el Comandante Supremo es el líder máximo de las fuerzas armadas, y suele ser el jefe de Estado o el monarca. Aunque este cargo puede ser más ceremonial en algunos países, el Comandante Supremo tiene la capacidad de autorizar operaciones militares y supervisar la defensa nacional desde una perspectiva constitucional.
- Capitán General:

Es un cargo honorífico o ceremonial que históricamente representaba a la máxima autoridad militar en algunos países. Este cargo suele ser otorgado a la figura del jefe de Estado o monarca y, aunque su función ha sido más simbólica en tiempos modernos, en el pasado pudo haber tenido un rol más activo en la organización militar.
- Jefe Supremo:

El Jefe Supremo es un cargo militar que se utiliza en algunos países sudamericanos, especialmente en aquellos con un sistema presidencialista. En este contexto, el Jefe Supremo ejerce una autoridad máxima sobre las fuerzas armadas. Aunque en algunos casos este cargo tiene un carácter simbólico, generalmente corresponde al presidente de la República, quien en su rol de Jefe de Estado y Jefe de Gobierno, tiene la autoridad final en temas de defensa y seguridad nacional. La figura del Jefe Supremo es, en muchos casos, una consolidación del poder civil sobre las fuerzas armadas, y su influencia varía según la constitución y la legislación de cada país.

## Relación entre rango y cargo
El rango y el cargo no son lo mismo, aunque en muchos casos un miembro de las fuerzas armadas puede ocupar un cargo determinado debido a su rango. Sin embargo, un rango militar no implica necesariamente un cargo específico, ya que un rango define la posición jerárquica de un militar dentro de la estructura, pero no especifica las funciones que deberá desempeñar.
Por ejemplo, un teniente coronel (rango) puede ser asignado al cargo de comandante de regimiento, que es una función operativa. Sin embargo, un general (rango más alto) puede ser asignado a un cargo de asesor estratégico o incluso como comandante supremo sin tener necesariamente una responsabilidad operativa directa.
Por tanto, en las fuerzas armadas, los cargos militares son posiciones que implican responsabilidades específicas en diversas áreas, como operaciones, administración o estrategia. Aunque los cargos y los rangos están estrechamente relacionados, los cargos se enfocan en las funciones específicas que realiza cada miembro dentro de la estructura militar. La correcta asignación y cumplimiento de los cargos militares es fundamental para el funcionamiento eficiente de las fuerzas armadas y para el logro de los objetivos estratégicos.